# Pinball (videogioco)
Pinball (ピンボール?) è un videogioco di simulazione pubblicato nel 1984 da Nintendo per Nintendo Entertainment System. Una versione arcade del simulatore di flipper è stata distribuita con il titolo VS. Pinball. Il gioco è stato convertito per Famicom Disk System, oltre ad essere distribuito tramite Virtual Console per Wii e Wii U ed incluso nel servizio in abbonamento Nintendo Switch Online. Pinball è inoltre incluso come minigioco nel videogioco Animal Crossing.

## Modalità di gioco
Pinball presenta un tavolo da flipper diviso in due schermate di gioco. È presente una schermata bonus in cui è possibile controllare Mario.

## Sviluppo

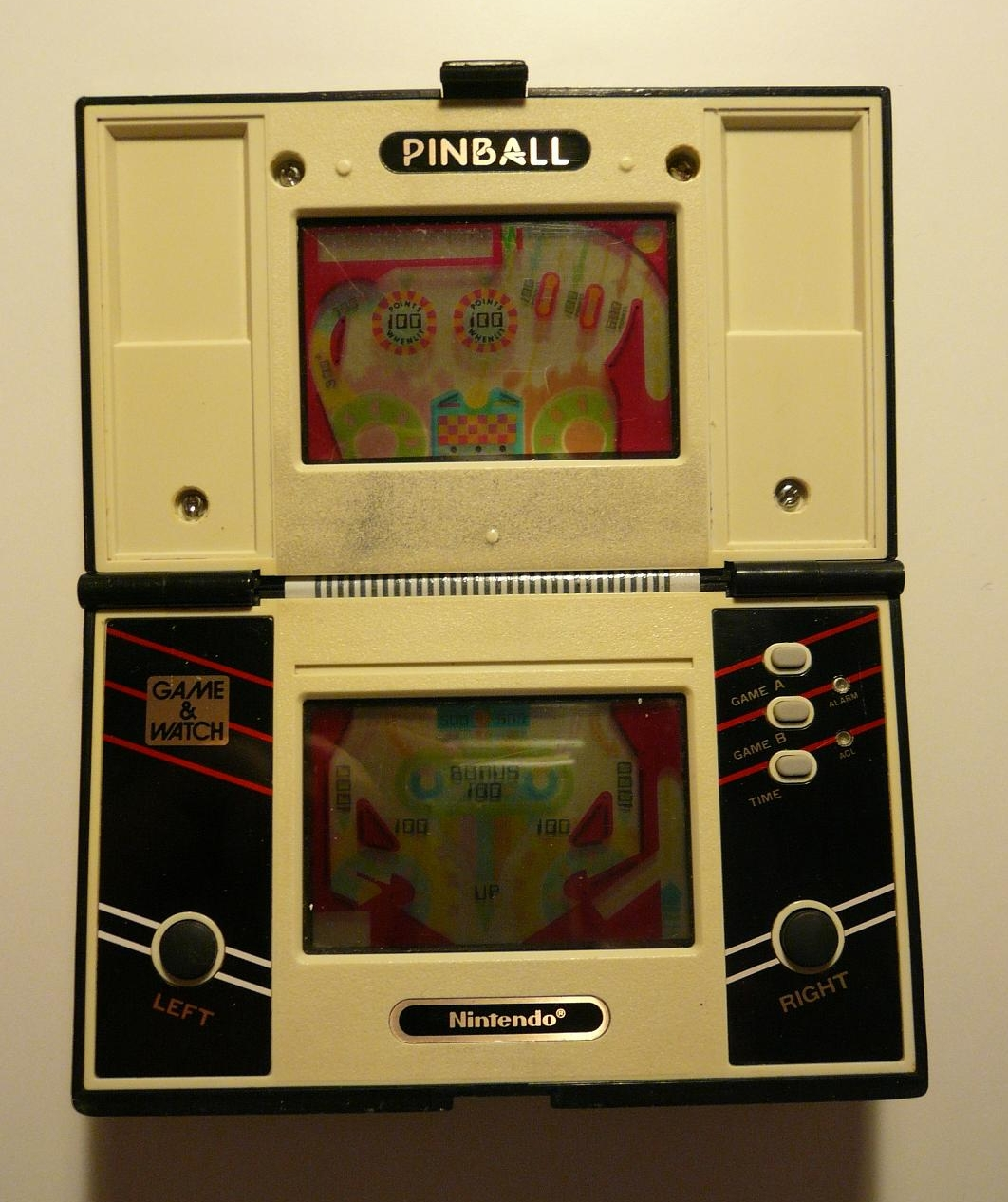
Pinball (1983)

Pinball è uno dei primi titoli Nintendo a cui ha collaborato Satoru Iwata.
Un videogioco omonimo era stato pubblicato nel dicembre 1983 per Game & Watch. Nintendo ha prodotto in seguito altri videogiochi di flipper tra cui Kirby's Pinball Land e Super Mario Ball.